# Tomas (personage)
Tomas is een personage dat een belangrijke rol speelt in de boeken over de wereld Midkemia van de schrijver Raymond E. Feist.

## Oorlog van de Grote Scheuring
In Magiër is Tomas de zoon van een bakker in Schreiborg, een kleine stad in het Koninkrijk der Eilanden, op Midkemia. Hij is de beste vriend van Puc, en leerling-soldaat. Samen met Puc vindt hij het wrak van een buitenaards schip, en vindt zo als eerste tekenen van de aanval van de Tsurani. Hij vertrekt in het reisgezelschap van Borric, de hertog van Schreiborg, naar de hoofdstad van het rijk om hulp te zoeken voor de naderende invasie. Om op tijd te komen en omdat de passen dichtgesneeuwd zijn, worden ze door een dwerg, Dolgan de weg gewezen door een oude mijngang onder een grote bergketen, de Grijze Torens.
Na een confontatie met een geest wordt Tomas afgescheiden van de groep en blijft hij alleen achter. Nadat Dolgan het reisgezelschap heeft achtergelaten aan de andere kant van de bergen, gaat hij terug op zoek naar Tomas. Hij vindt hem uiteindelijk in een oude schatkamer, waar Tomas zit met een oude, stervende draak Ruagh. voor de draak sterft geeft hij Dolgan de Hamer van Tholin, een erfstuk van zijn volk, en Tomas een wit-en-gouden harnas.
Als de Tsurani in de lente komen vecht Tomas met de dwergen, en door het harnas wordt hij een formidabel krijger, en de leider van de dwergen. Ondertussen krijgt Tomas vreemde visioenen, in welke hij herinneringen herbeleeft die niet van hem zijn. In deze herinneringen is hij Asschen-Sukar, een Drakenheerser (ook wel Valheru genaamd) uit de oudheid, die al lang niet meer op Midkemia gezien zijn.
De oorlog duurt voort, en na enkele jaren komt Tomas na een gevecht in Elvandar, het thuis van de elfen, terecht. Hij voelt zich er onmiddellijk thuis, en wordt zelfs de minnaar van Aglaranna, de elfenkoningin, op wie hij al sinds zijn jeugd verliefd is. De visioenen komen steeds vaker terug,
en Tomas wordt steeds meer Valheru en minder menselijk. De elfen, die door de Valheru gemaakt en lang overheerst zijn, voelen deze verandering aan en worden stilaan verplicht hem te gehoorzamen, ook Aglaranna. Als op een dag een aantal Tsurani-gevangenen aan Tomas worden voorgeleid, dwingt hij de elfen hem te gehoorzamen en begint de gevangenen af te slachten. Als hij bij een kleine jongen komt, herinnert die hem aan zijn jeugdvriend Puc, en wordt na een innerlijk tweestrijd tussen Tomas, die de jongen wil sparen, en Asschen-Sukar, die alle vijanden dood wil, overwint Tomas en krijgt hij zichzelf na jaren weer onder controle. Hij heeft beschikking over steeds meer van Asschen-Sukars herinneringen en macht, maar blijft toch ook mens. Zijn relatie met Aglaranna wordt weer die van twee gelijken, hij trouwt met haar en krijgt de titels Prins-Gemaal en Krijgsleider.
Bij de vredesbesprekingen van prins Lyam en de Keizer van Tsuranuanni zijn het de elfen en dwergen, onder leiding van Tomas, die onder invloed van Macros de Zwarte de aanval inzetten op de troepen van de Keizer.
In Duisternis over Sethanon helpt Tomas mee in het beveiligen van de Levenssteen tegen de valse moredhel Murmandamus.
In latere werken van Raymond E. Feist verschuift Tomas, net zoals Puc, steeds meer naar de achtergrond.